# Grund (sjöfart)

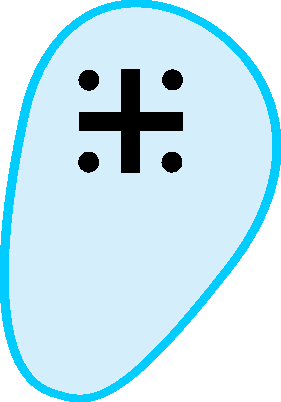
Beteckning i sjökort för bränning, ett grund nära vattenytan, vid medelvattenstånd.

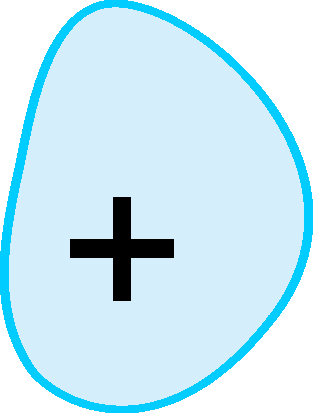
Beteckning i sjökort för undervattenssten, ett grund med minsta djup på mindre än två meter vid medelvattenstånd, som sticker upp markant ovanför omgivande botten.

Grund inom sjöfart är naturliga hinder för fartyg vid eller under vattenytan. I Sverige mäts farvattnens djup av Sjöfartsverket. Kända grund utmärks med hjälp av sjömärken, bojar, fyrar eller liknande.  
I sjökorten anges på olika sätt mera utsträckta grund, mera lokaliserade grund (undervattensstenar) och grund nära ytan (bränningar). Med en undervattenssten avses ett naturligt hinder som sticker upp avsevärt ovanför den omgivande bottnen (i svenska sjökort grundare än 2 meter). Med bränning avses ett grund nära vattenytan (0,5 meter under till 0,5 meter över medelvattenståndet). Svenska sjökort och teckenförklaringar ("Kort 1" ) ges ut av Sjöfartsverket. 
Om det går lite vågor så bryts dessa gärna på bränningar vilket gör det lättare att lokalisera dem. Om det blåser kraftigt, så att vågorna bryts av vinden, så kan det dock bli svårare att se bränningen bland brottsjöarna.
Hur väl man kan se en bränning eller en undervattenssten beror bland annat av siktdjupet. I hamnar, innerskärgårdar etc där siktdjupet kan vara kraftigt begränsat kan vara svårt att se även en bränning strax under vattenytan medan de i klart vatten och med bra belysning kan vara betydligt lättare att se.
Att "läsa vattnet" rätt är något som sjöfarare kan lära sig genom lång erfarenhet. Grund eller andra hinder visar sig på olika sätt beroende på väder, vindriktning, vindstyrka, solhöjden, solljusets vinkel i förhållande till vågornas utbredningsriktning och bottenförhållanden. Ett grund som ena dagen är väl synligt kan beroende på ändrade väderleksförhållanden nästa dag vara helt osynligt även på nära håll.
I Sverige finns ett antal områden som är kända för att vara svårnavigerade beroende på att de har flacka öar och många grund. Bland dessa områden finns S:t Annas (Östergötland) och Stora Nassas (Uppland) skärgårdar
Förutom naturliga hinder för sjöfarten finns det även artificiella. Dessa kallas dock inte grund utan vrak och sjöfartshinder.

## Namn och typer av grund
Det finns åtskilliga dialektala och vardagliga benämningar på olika grund. 
På Sveriges väst- och sydkust samt i Finlands skärgårdskuster lever det språkliga arvet från norskan och danskan delvis kvar och benämningar som bôen eller böen är vanlig även om det ofta försvenskats till bådan eller båden. 
Namn på grund kan också vara deskriptiva, grund nära vattenytan som det ofta "plaskar" på kan till exempel innehålla skavan eller brottet. På delar av ostkusten används dialektalt benämningen grynna för bränning.
I Finlands skärgårdskuster finns flera benämningar på över- och undervattensgrund. Begreppen ingår även i namnen på tusentals grund och öar. På grund av landhöjningen senaste hundratals åren har tidigare grund förvandlats till små öar, men behållit sitt ursprungliga grund-relaterade namn. De mest allmänna namnändelserna för grund i Finlands skärgårdskuster är enligt boken Skärgårdsnamn:
- -grund, över 7000
- -grynna, cirka 1300
- -både, cirka 1200

- -kläpp, cirka 1200
- -sten, cirka 650
- -rev, cirka 400
- -klack, cirka 230
- -revel, hundratal